# Neferkare III
|  | Per a altres significats, vegeu «Neferkare III Nebi». |

Neferkare III o Neferkare Akhtoy fou un faraó d'antic Egipte de la dinastia d'Herakleòpolis (dinastia IX). És esmentat en un text biogràfic d'Ankhtify, monarca d'Herakompòpolis (Nekhen) i príncep de Moala (a uns 30 km al sud de Tebes), que va dirigir una coalició del seu nomós (el XIII) i el d'Edfú (el II) contra Tebes. El seu nom vol dir 'L'ànima de Ra és bonica'. Akhtoy vol dir "home" i Neferkare "l'ànima de Ra és bonica". La seva residència fou a Herakleòpolis. No és clar que no es tracti d'un altre faraó o que el seu nom correcte sigui Nebkaure (l'ànima de Ra és daurada) Akhtoy.